# Álvaro Obregón (Temuthe)
Álvaro Obregón también conocido como Temuthe es una localidad de México localizada en el municipio de Zimapán en el estado de Hidalgo.

## Geografía
Se encuentra en la Sierra Gorda, le corresponden las coordenadas geográficas 20° 42’ 32.807” de latitud norte y 99° 22’ 30.092” de longitud oeste, con una altitud de 1740 m s. n. m. En cuanto a fisiografía se encuentra en la provincia del Eje Neovolcánico, dentro de la subprovincia de Llanuras y Sierras de Querétaro e Hidalgo; su terreno es de sierra. En lo que respecta a la hidrografía se encuentra posicionado en la región del Pánuco, dentro de la cuenca del río Moctezuma. Cuenta con un clima semiseco templado.

## Demografía
En 2020 registró una población de 1020 personas, lo que corresponde al 2.56 % de la población municipal. De los cuales 455 son hombres y 565 son mujeres.
| Gráfica de evolución demográfica de Álvaro Obregón entre 1900 y 2020 |
|                                                                      |
| Población registrada por los censos y conteos del INEGI.             |